# 이반 야키무시킨
이반 안드레예비치 야키무시킨(러시아어: Ива́н Андре́евич Яки́мушкин, 1996년 6월 17일~)은 러시아의 크로스컨트리 스키 선수이다. 2022년 동계 올림픽에 참가하여 남자 50km 프리 부문 은메달을 획득했다. 또한 세계 선수권 대회에서 은메달 1개를 획득했다.